# Donfronten
Donfronten var en front i Röda armén under andra världskriget.

## Organisation
Frontens organisation den 19 november 1942:
- 66:e armén
- 24:e armén
- 65:e armén
- 16: flygarmén

## Frontchef
- general Konstantin Rokossovskij